# 噶力果西

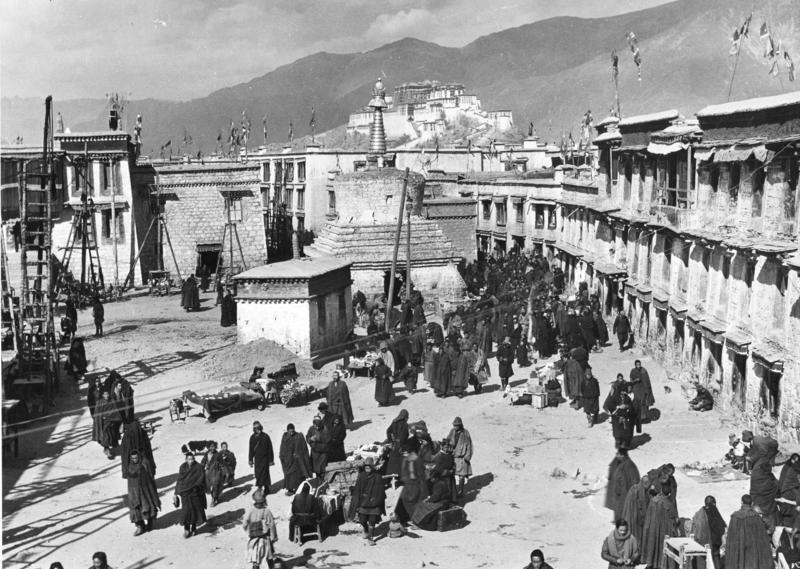
1938年的噶力果西

噶力果西，位于西藏自治区拉萨市城关区八廓北街，是一座白色的四门佛塔。现已无存。

## 简介
藏语“噶力果西”意为“白色四门屠（塔）”。该塔原位于八廓北街中央，是一座白色宝瓶形的佛塔，其下的方形基座上，四面各开一门，供人穿行。过去拉萨人有口头语：“噶力果西泽佐！”意为：“凭噶力果西起誓！”可见该塔在拉萨人心目的地位。“噶力果西”西南侧20米左右的朗孜夏，是噶厦时代的拉萨市政厅，内有地牢，门外曾是鞭笞犯人的刑场。
村本·罗布桑波，是一名半人半神的大商人。传说他率大商队往返于藏区和汉区，将茶叶运到藏区，将马匹运到汉区。传说他是宗喀巴的商队总管，宗喀巴兴建甘丹寺时，他提供了很多资金。村本·罗布桑波的传说和民谚、歌谣，至今仍然流传在雪山下的河谷与村庄。他死后被尊奉为商人之神，不少市镇的商业中心及农牧区季节性集贸市场，传说都是其亲自开创，并建有其神庙或者塑像。每当大型集市或庙会举行之前，均会祭祀村本·罗布桑波。
传说，15世纪早期的帕竹王朝内务大臣米旺达孜，倡修了“噶力果西”，专用来供奉村本·罗布桑波的头盖骨及其骨殖。那时，拉萨还不是西藏的首府，商贩很少，市场十分冷清。米旺达孜似乎想借此提高拉萨在西藏商业中的地位，吸引人前来拉萨经商。
“噶力果西”上圆下方、上实下虚，塔内有一个十字形的空间，成为苦行僧、流浪汉、乞丐以及流浪的街头艺术家的栖身之处。藏戏发明者、铁索桥倡建者唐东杰布，曾是该塔底层最早的居民，在此生活一年。
唐东杰布生在西藏西部山区，其家乡被冈底斯山和雅鲁藏布江封锁，交通极不发达。从青年时期他便发愿在西藏架设铁索桥，为僧俗百姓造福。但他起先被人们当作“疯喇嘛”、“狂想者”、自吹能摘下彩虹的怪物。后来，他在山南雅隆地方，结识善长歌舞的琼结七兄妹，他们共同创造了藏戏并且到处演出，宣传兴建桥墩之功德，鼓动民众捐钱、捐铁、出力。许多乞丐、贫民、渔夫、猎户，以及贫苦的喇嘛和尼姑，自愿追随他们。经过数十年努力，终于在西藏各地的河流上架起几十座铁索桥，促进了西藏的交通发展。唐东杰布死后，被尊奉为“铁索桥活佛”。凡有铁索桥处，均有其庙宇或者塑像。藏戏艺人则自称“唐东博鲁”（意为“唐东子弟”），每次表演时都会歌颂其功德、悬挂其神像。
西藏中世纪学者贡巧·德维炯勒著有《唐东杰布传》，记载了唐东杰布在“噶力果西”之中修炼了一年。白天他向人募化钱物；晚上则向慕名而来的信徒传法。在寒冷季节，他在塔前挖一个一人深的洞穴，将身体藏在洞内，四周填满枯叶和细沙，只露脑袋与眼睛在外面，以磨练意志，同时观照众生的苦乐。他这种修习之法，受到不少人猜疑与嘲讽，称他为“怪人”，他却淡然处之。藏历四月，他来到蔡公堂参加“梅朵曲巴节”庙会，经过拉萨河渡口，遭牛皮船夫无理毒打，并被推入河心，险些淹死。他十分气愤，直接走入大昭寺，跪在释迦牟尼像前，再度发下了兴建铁索桥的重誓。后来他终于实现了誓言。
1960年代初，“噶力果西”底层仍住有一些流浪汉和乞丐。白天他们在拉萨城区各处活动，晚上回到塔内各自的角落安睡。有一位街头舞蹈家，名叫巴珠，外形干瘪瘦小，相貌并不算美，但拉萨市民却给他起了“索达雅古”（美男子）的绰号。他很知名，在拉萨城里及附近郊县尽人皆知。他有一架手摇留声机，夜晚存放在尼泊尔商人的“夏帽嘎布”店内，白天则在“噶力果西”前放唱片，自己跟随唱片中的音乐节奏歌舞。他有不少唱片，世界各国的都有。无论是印度、苏联还是藏族音乐，“索达雅古”都可伴以拉萨踢踏舞，舞姿潇洒轻快、飘逸自如，路过的观众们都会被深深吸引。
巴珠本来是山南地区琼结一户大差巴的子弟，后来由于喜爱歌舞，被逐出家门，自此流落到拉萨，成为街头舞蹈家。每年夏季和秋季，西藏各地会举办许多传统节日及庙会，他带留声机及临时结交的女友，到场表演，收益颇丰。西藏民主改革时，他分得很多东西，以及非常漂亮的房子。但他在房子里住不习惯，仍然到八廓街头跳舞，钻入“噶力果西”底层过夜。
1966年夏，文化大革命破“四旧”浪潮席卷拉萨，“噶力果西”在一天被数以百计的青年摧毁，青年们有的用铁镐，有的用钢杆，有的用手，很快将其捣成瓦砾。